# Sthenelais zeylanica
Sthenelais zeylanica är en ringmaskart som beskrevs av Willey 1905. Sthenelais zeylanica ingår i släktet Sthenelais och familjen Sigalionidae. Inga underarter finns listade i Catalogue of Life.